# 潘奇拉
潘奇拉（Panchla），是印度西孟加拉邦Haora县的一个城镇。总人口22087（2001年）。

## 人口
该地2001年总人口22087人，其中男性11432人，女性10655人；0—6岁人口3406人，其中男1712人，女1694人；识字率63.48%，其中男性为69.04%，女性为57.50%。